# Antiochos von Askalon
Antiochos von Askalon (altgriechisch Ἀντίοχος Antíochos; * wohl zwischen 140 v. Chr. und 125 v. Chr. in Askalon; † wohl 68 v. Chr. in Mesopotamien) war ein antiker griechischer Philosoph im Zeitalter des Hellenismus.
Er ging nach Athen und trat in die Platonische Akademie ein, die sich damals in der Endphase der vom Skeptizismus geprägten Epoche der „Jüngeren Akademie“ befand. Im Lauf der Zeit gelangte er jedoch zu einer entschiedenen Ablehnung des Skeptizismus. Dies führte zu seinem Austritt aus der Akademie und zur Gründung einer eigenen Schule. Er nannte seine Schule programmatisch „Alte Akademie“. Damit wollte er ausdrücken, dass er zum ursprünglichen Platonismus zurückkehrte, der nach seiner Überzeugung von den Skeptikern der Jüngeren Akademie verraten worden war.
Antiochos war der „Hausphilosoph“ des römischen Politikers und Feldherrn Lucullus, den er auf einer Reise nach Nordafrika und auf einem Feldzug nach Armenien begleitete. Zu seinen Hörern gehörten die berühmten Römer Varro und Cicero. Nach dem Untergang der Jüngeren Akademie in den achtziger Jahren des 1. Jahrhunderts v. Chr. war seine Schule die einzige Erbin der platonischen Tradition in Athen, doch überdauerte sie seinen Tod nur um rund zwei Jahrzehnte. Sein Gedankengut war trotz seiner Betonung der platonischen Tradition mehr von der Stoa als vom Platonismus geprägt; insbesondere gab er die platonische Transzendenzphilosophie zugunsten einer materialistischen Naturlehre auf.

### Quellen

Fragment aus Philodems Index Academicorum (Papyrus Herculanensis 1021, Spalte 32 der Oxforder Abschrift)

## Leben

### Jugend, Ausbildungszeit und eigene Schulgründung
Die Geburt des Antiochos lässt sich nur ungefähr auf den Zeitraum zwischen 140 und 125 v. Chr. eingrenzen. Über seine Herkunftsfamilie ist nichts bekannt. Zu einem unbekannten Zeitpunkt verließ er seine Heimatstadt Askalon; anscheinend nicht vor 110/109 begab er sich nach Athen, wo er sich der Platonischen Akademie anschloss. Er wurde Schüler Philons von Larisa, des damaligen Leiters (Scholarchen) der Akademie. Außerdem nahm er auch in der Stoa, einer mit der Akademie rivalisierenden Philosophenschule, am Unterricht teil. Den Kontakt zur Stoa vermittelte vermutlich der Stoiker Sosos, der ebenfalls aus Askalon stammte. Der stoische Lehrer des Antiochos in Athen war Mnesarchos, der nach dem Tod des Scholarchen Panaitios, eines berühmten Philosophen, die Leitung der Stoa übernommen hatte. Unbekannt ist, ob Antiochos zunächst der Stoa angehörte und erst später zur Akademie überwechselte oder von Anfang an Akademiker war und nur nebenbei stoische Lehrveranstaltungen besuchte.
Antiochos’ Schülerverhältnis zu Philon dauerte länger als das aller anderen Schüler des Scholarchen, doch zu einem unbekannten, in der Forschung umstrittenen Zeitpunkt kam es zu einer Entfremdung zwischen den beiden Philosophen. Die Ursache waren Meinungsverschiedenheiten über den Skeptizismus. Seit der Scholarch Arkesilaos den Skeptizismus in der Akademie eingeführt hatte, war die „akademische Skepsis“ die philosophische Haltung, die dort in verschiedenen Varianten unangefochten herrschte. Maßgeblich war im späten 2. und frühen 1. Jahrhundert v. Chr. vor allem die Autorität des berühmten Skeptikers Karneades, der bis 137/136 als Scholarch der Akademie amtiert hatte. Der Skeptizismus war mit einer scharfen Ablehnung des stoischen Gedankenguts verbunden.
Unter der Leitung Philons, der von 110/109 bis 88 Scholarch war, hielt die Akademie zwar grundsätzlich am Skeptizismus fest, doch war schon unter den Schülern des Karneades eine Spaltung zwischen einer radikal skeptischen Richtung und Vertretern gemäßigterer Positionen eingetreten. Philon, der erst nach Karneades’ gesundheitsbedingtem Rücktritt in die Akademie eingetreten war, vertrat eine abgemilderte Variante des Skeptizismus.
Antiochos tendierte wohl schon vor der Mitte der neunziger Jahre zu einem Verzicht auf die Kernthesen des Skeptizismus, die ihm unhaltbar schienen. Damit geriet er in einen Gegensatz zur herrschenden Strömung in der Akademie, die damals zwar bereits gemäßigt und kompromissbereit, aber doch weiterhin der Tradition des Karneades verpflichtet war. Dies führte nach einiger Zeit dazu, dass er die Akademie verließ und in Athen eine eigene Schule gründete. In programmatischer Anknüpfung an die Zeit vor der Einführung des Skeptizismus nannte er seine Schule „Alte Akademie“. Erst in der römischen Kaiserzeit kommt die Bezeichnung „fünfte Akademie“ für diese Neugründung vor, wobei Philon – historisch unzutreffend – als Gründer einer „vierten Akademie“ aufgefasst wird.

### Exil und Rückkehr
Im Jahre 88 v. Chr. floh Philon mit einem Teil seiner Schüler und anderen Angehörigen der Oberschicht Athens wegen politischer Wirren nach Rom. Im folgenden Jahr begannen in Griechenland die Kampfhandlungen des Ersten Mithridatischen Krieges. Antiochos, der schon vor Philons Flucht seinen eigenen Weg eingeschlagen hatte, folgte seinem ehemaligen Lehrer nicht nach Rom. Wahrscheinlich floh er vor der Terrorherrschaft des in Athen regierenden Tyrannen Aristion und fand im Lager der die Stadt belagernden Römer Zuflucht. Vermutlich kam es dort zu seiner Begegnung mit Lucullus, einem Sulla unterstellten römischen Offizier, der später als Politiker und Feldherr Prominenz erlangte. Lucullus wurde sein Freund und Gönner. Angeblich orientierte sich der Römer in der Folgezeit an der philosophischen Ausrichtung des Griechen, doch dürfte seine Beschäftigung mit philosophischen Fragen oberflächlich geblieben sein. Als Lucullus im Auftrag Sullas über Kreta nach Afrika segelte, blieb sein neuer Freund in seiner Umgebung. Zunächst begab sich Lucullus nach Kyrene, wo ihm der dort beheimatete Antiochos wohl nützlich war. Möglicherweise half Antiochos dem römischen Kommandeur, eine neue Verfassung für Kyrene zu entwerfen. Später folgte er Lucullus nach Alexandria. Dort hatte er zwei einheimische Schüler, doch über eine förmliche Schulgründung in Alexandria ist den Quellen nichts zu entnehmen.
Im Jahr 87 verfasste Philon in Rom eine Schrift in zwei Büchern, die nicht erhalten geblieben ist; sie wird in der Forschung als seine „römischen Bücher“ bezeichnet, da ihr authentischer Titel unbekannt ist. Darin gab er wichtige Grundsätze des Skeptizismus auf, verzichtete aber nicht auf den Anspruch, weiterhin Skeptiker in der Tradition des Karneades zu sein. An der Vorstellung einer einheitlichen Lehrtradition der Akademie seit ihrer Gründung hielt er fest. Als Antiochos im Winter 87/86 in Alexandria die „römischen Bücher“ erhielt, reagierte er mit Empörung und verfasste eine (ebenfalls verlorene) Gegenschrift Sōsos. Damit war der Bruch endgültig vollzogen. Antiochos bestritt sowohl die Tauglichkeit von Philons philosophischem Ansatz als auch die historische Richtigkeit seines Verständnisses der Philosophiegeschichte.
Später, vermutlich bald nach dem Ende der militärischen Auseinandersetzungen, kehrte Antiochos in das ab März 86 von den Römern kontrollierte Athen zurück und nahm dort seine Lehrtätigkeit wieder auf.

### Alleiniger Erbe der akademischen Tradition
Da die skeptische „Jüngere Akademie“ die Kriegswirren nicht überstanden hatte – nach Philons Flucht wurde anscheinend kein neuer Scholarch mehr gewählt –, war Antiochos’ „Alte Akademie“ nunmehr die einzige Institution, die den Anspruch erhob, die Tradition der Akademie Platons fortzusetzen. Dieser Umstand kann aber nicht darüber hinwegtäuschen, dass eine institutionelle Kontinuität nicht bestand. Antiochos war nicht, wie in älterer Forschungsliteratur behauptet wurde, Philons Nachfolger als „Scholarch der Akademie“, sondern seine Schule war eine Neugründung, die von Anfang an ihren scharfen Gegensatz zur skeptischen „Jüngeren Akademie“ betonte. Er unterrichtete nicht auf dem Gelände, auf dem sich seit Platons Zeit der Sitz der Akademie befunden hatte, sondern im Ptolemaion, einem im Stadtzentrum gelegenen Gymnasion. Das Akademiegelände wurde nicht mehr für philosophischen Unterricht genutzt.
Wohl um 83 v. Chr. hielt sich der berühmte römische Gelehrte Varro in Athen auf und nahm am Unterricht des Antiochos teil. Im Jahr 79 war in der „Alten Akademie“ ein Kreis prominenter Römer versammelt: Cicero, der sechs Monate bei Antiochos verbrachte, sein jüngerer Bruder Quintus Tullius Cicero, sein Vetter Lucius Tullius Cicero, sein Freund Titus Pomponius Atticus und der Politiker Marcus Pupius Piso. Atticus lebte mit Antiochos in häuslicher Gemeinschaft. Zu den Freunden des Antiochos zählte auch Philodemos von Gadara.
Gesandtschaftsreisen des Antiochos nach Rom und „zu den Statthaltern in den Provinzen“, von denen Philodemos berichtet, zeugen vom Ansehen des Philosophen in dieser Zeit, in der er auf der Höhe seines Ruhmes stand. Als sein Freund und Gönner Lucullus im Jahr 69 im Dritten Mithridatischen Krieg einen Feldzug nach Armenien unternahm, begleitete er ihn und war bei der Schlacht von Tigranokerta gegen die Truppen des armenischen Königs Tigranes II. am 6. Oktober 69 anwesend. Zum Kampfverlauf bemerkte Antiochos, die Sonne habe noch nie eine solche Schlacht gesehen; Tigranes erlitt eine katastrophale Niederlage, wobei auf römischer Seite nur fünf Mann gefallen sein sollen. Wohl im folgenden Jahr starb Antiochos in Mesopotamien, wohin er Lucullus begleitet hatte.

## Werke
Antiochos verfasste eine Reihe von Schriften, von denen aber außer einzelnen Titeln und Zitaten oder Paraphrasen in Werken anderer Autoren nichts überliefert ist. Als er noch Schüler Philons war, schrieb er Abhandlungen, in denen er – wie Cicero berichtet – den Skeptizismus „überaus scharfsinnig“ vertrat. Unbekannt sind Abfassungszeit und Thema einer Schrift mit dem Titel Kanoniká. Der um 86 entstandene Dialog Sōsos, in dem Fragen der Erkenntnistheorie erörtert wurden, war Antiochos’ Entgegnung auf die „römischen Bücher“ Philons. Der Stoiker Sosos, nach dem der Dialog benannt ist, trat darin offenbar als wichtiger Gesprächsteilnehmer auf. Um 78 v. Chr. schrieb Antiochos eine Abhandlung, in der er seine Ansicht darlegte, wonach zwischen der Stoa und dem Peripatos, der Schule des Aristoteles, hinsichtlich der Lehrinhalte Übereinstimmung besteht und die Unterschiede sich auf Formulierungsfragen reduzieren lassen. In seinem letzten Lebensjahr entstand die Schrift „Über die Götter“.
Cicero kennt Werke des Antiochos und entnimmt ihnen Gedanken, die er in drei seiner philosophischen Schriften (De finibus, Lucullus, Academica posteriora) wiedergibt. Dabei nennt er zwar Antiochos als Urheber des Gedankenguts, gibt aber in keinem Fall eine bestimmte schriftliche Quelle an. Eine Reihe von Versuchen, darüber hinaus größere Textpartien in diesen und weiteren Werken Ciceros und in Schriften anderer Autoren Antiochos zuzuweisen, obwohl sein Name dort nicht genannt wird, bleibt hypothetisch.
Eine klare, den Bedürfnissen des Publikums entsprechende Präsentation des Stoffs war Antiochos wichtig. Seine Kritik an einer gekünstelten philosophischen Fachsprache, die man nur mit Hilfe eines Dolmetschers verstehen könne, lässt erkennen, dass er auf Allgemeinverständlichkeit großen Wert legte.

## Lehre
Während des langen Zeitraums, in dem Antiochos der Schule Philons angehörte, trat er mit Entschiedenheit für den Skeptizismus ein. Nach seinem Meinungswandel bekämpfte er die skeptische Philosophie ebenso heftig, wie er sie zuvor verteidigt hatte. Alle überlieferten Einzelheiten seiner Lehre beziehen sich auf die zweite, antiskeptische Phase.

### Philosophieverständnis
Antiochos betrachtet sich nicht als Neuerer, der eigene Erkenntnisse vorträgt, sondern will nur ein getreuer Verkünder einer traditionellen Lehre sein, zu der er sich bekennt. Obwohl er zentrale Bestandteile des Platonismus nicht übernimmt, sieht er sich als Platoniker und beruft sich auf die „Alten“; zu seinen Autoritäten zählen die Scholarchen der Älteren Akademie, aber auch Aristoteles. Seine Sicht der Philosophiegeschichte lässt sich so zusammenfassen: Der authentische Platonismus der Älteren Akademie stimmt grundsätzlich mit der Lehre der Stoa und der des Aristoteles überein. Alle drei Philosophenschulen haben ursprünglich ein und dieselbe Wahrheit verkündet und sie nur unterschiedlich präsentiert. Erst mit dem von Arkesilaos eingeführten Skeptizismus hat sich die Akademie von diesem Konsens und damit von der Wahrheit abgewendet. Im Peripatos, der Schule des Aristoteles, ist es ebenfalls zu einer Fehlentwicklung gekommen. Am besten hat sich die Stoa von Verfälschungen ihrer ursprünglichen Lehre freihalten können. Die Stoa ist ein Versuch, den authentischen Platonismus vor den akademischen Skeptikern zu retten und ihn auch in Einzelheiten zu „berichtigen“. Die Berichtigungsversuche betrachtet Antiochos teilweise als geglückt, teilweise als verfehlt; die Lehre der „Alten“ ist für ihn somit zwar wahr, aber nicht in jeder Hinsicht vollkommen, sondern im Detail verbesserungswürdig. In dem heftigen Konflikt zwischen den Stoikern und den Skeptikern der Jüngeren Akademie über die Erkenntnistheorie sind demnach die Stoiker faktisch die Verteidiger des Platonismus gegen Platons eigene abtrünnig gewordene Schule. Allerdings erhebt Antiochos gegen die Stoiker einen Plagiatsvorwurf; er meint, sie hätten die Ethiklehre der Älteren Akademie „gestohlen“ und dies durch Einführung einer abweichenden, unzweckmäßigen Terminologie vertuscht.
Mit seiner Neugründung der Akademie präsentiert sich Antiochos als geistiger Erbe aller drei Traditionen. Zu seinen Hauptforderungen gehört der Vorrang der Ethik gegenüber den anderen Teilgebieten der Philosophie. Er hält es für ein wesentliches Verdienst des Sokrates, die Aufmerksamkeit auf die Lebensführung als den Kernbereich der Philosophie gelenkt zu haben, statt sich wie die Vorsokratiker und ein Teil der Peripatetiker auf naturphilosophische Spekulationen zu konzentrieren. An zweiter Stelle steht für Antiochos die Dialektik, insbesondere die Erkenntnistheorie. Als drittrangig stuft er die Naturphilosophie ein; an ihr hat er auszusetzen, dass sie sich mit dunklen, schwierigen Fragen befasse, deren Klärung weit weniger wichtig sei als die Aufgabe des Menschen, sein Leben in rechter Weise zu führen. Allerdings erschließt sich seine Ethik nur dem, der dabei den naturphilosophischen und erkenntnistheoretischen Hintergrund seiner Weltanschauung berücksichtigt.
Diese Auffassung von Geschichte und Aufgaben der Philosophie bildet die Basis von Antiochos’ Lehre. Daher legt er besonderes Gewicht auf die Darlegung seiner Sicht der Philosophiegeschichte. Dabei bemüht er sich, im Sinne seines Konzepts die Unterschiede zwischen den Philosophenschulen, deren Lehren er für wahr hält, als unwesentlich erscheinen zu lassen. Durch die einseitige Betonung der Übereinstimmungen und das Bagatellisieren oder Verschweigen von Gegensätzen entsteht ein verzerrtes, unhistorisches Bild der Philosophiegeschichte.

### Materialistische Naturlehre
In der Naturlehre macht sich der stoische Hintergrund des Antiochos sehr deutlich bemerkbar. Er nimmt zwei Urprinzipien der gesamten Wirklichkeit an, eine bewirkende Kraft und die Materie, die sich der Kraft darbietet und von ihr gestaltet wird. Wirkkraft und Materie gehören von Natur aus zusammen, jedes der beiden ist im anderen enthalten. Ohne Materie kann es keine Wirkkraft geben, und die Materie bedarf der Kraft, von der sie zusammengehalten wird. Da die Wirkkraft außerhalb von Materie nicht denkbar ist, außer den beiden Prinzipien nichts existiert und alles Seiende notwendigerweise räumlich ist, gibt es für Antiochos kein von der körperlichen Existenz unabhängiges Sein. Das widerspricht der Ideenlehre Platons, der Ideen als eigenständige, transzendente Urbilder der Sinnesobjekte annahm. Somit hat Antiochos die Ideenlehre zumindest in ihrer ursprünglichen Version aufgegeben. Allerdings schreiben ihm einige Philosophiehistoriker, unter ihnen Paul Oskar Kristeller, eine eigene Ideenlehre zu. Sie führen die im späteren Platonismus bezeugte Deutung der Ideen als Gedanken Gottes auf Antiochos zurück und berufen sich dabei auf Äußerungen seiner Schüler Varro und Cicero, die sie als Indizien für ihre Hypothese betrachten. Andere Forscher lehnen dies mit der Begründung ab, dass sich daraus ein Widerspruch zum materialistischen Weltbild des Antiochos ergäbe und dass ein belastbarer Beleg fehle.
Die Wirkkraft (lateinisch vis oder res efficiens) nennt Antiochos gemäß der stoischen Terminologie auch Eigenschaft (griechisch poiótēs, lateinisch qualitas). Theoretisch ist die Urmaterie eigenschaftslos, völlig ungeformt und daher zur Aufnahme jeder beliebigen Form geeignet. Da aber Wirkkraft und Materie nicht unabhängig voneinander existieren können, gibt es die eigenschaftslose Urmaterie nicht wirklich; die beiden Urprinzipien lassen sich nur im Denkakt, nicht in der Realität trennen. Von der Wirkkraft erhält die Materie ihre vielfältigen, in ständigem Wandel begriffenen Formen. In Übereinstimmung mit der Stoa hält Antiochos die Materie für unendlich teilbar, womit er der Meinung der Atomisten und Epikureer widerspricht. Auch die Seele fasst er als materiell auf.
Die Wirkkraft, die dem Kosmos immanent ist, ihn zusammenhält und zu einer Einheit macht, ist mit der Gottheit und der Weltseele gleichzusetzen. Sie ist die Instanz, welche die Welt vernunftgemäß beherrscht. Alle Vorgänge am Himmel und auf der Erde sind von ihr schicksalhaft und unabänderlich festgelegt und verknüpft. Damit spielt sie zugleich im menschlichen Leben die Rolle der göttlichen Vorsehung.
Wegen der Unauflöslichkeit der Verbindung von Wirkkraft und Materie und weil die Existenz der Materie diejenige der Wirkkraft bedingt, kann dieses Weltbild als materialistisch bezeichnet werden. Es ist in erster Linie stoisch geprägt. Allerdings wird in der Quelle, die darüber berichtet, Ciceros Academica posteriora, nicht ausdrücklich festgestellt, dass Antiochos sich die stoischen Ansichten, die er in seinen philosophiegeschichtlichen Ausführungen darlegt, zu eigen macht. Es lässt sich jedoch erschließen, dass er sie weitgehend billigt.

### Erkenntnistheorie
Auch in seiner Erkenntnislehre stimmt Antiochos nachdrücklich der stoischen Auffassung zu. Er greift die Position der Skeptiker an, der zufolge alle Aussagen – insbesondere alle philosophischen Lehren – nur Meinungen sind, deren Richtigkeit sich bestenfalls plausibel machen, aber niemals zwingend beweisen lässt. Nach seiner Überzeugung gibt es eine „erkenntnisvermittelnde Vorstellung“ (katalēptikḗ phantasía), die ein gesichertes Wissen ermöglicht; an der Korrektheit der auf diesem Weg gewonnenen Einsicht in die Wirklichkeit ist nicht zu zweifeln. Die erkenntnisvermittelnde Vorstellung – ein Fachbegriff der Stoa – ist dadurch gekennzeichnet, dass ihre Richtigkeit deswegen unzweifelhaft ist, weil keine falsche Vorstellung denkbar ist, die denselben Eindruck hervorrufen könnte wie die richtige. Im Gegensatz zu den Skeptikern hält Antiochos diese Bedingung für erfüllbar. Sie ist für ihn wie für die Stoiker das Wahrheitskriterium. In seiner Auseinandersetzung mit Philon wendet er sich vor allem gegen dessen Ablehnung des stoischen Wahrheitskriteriums, da er in diesem Kriterium eine unerlässliche Voraussetzung für eine sinnvolle Unterscheidung zwischen Wahrem und Falschem sieht. Nach seiner Erkenntnistheorie gibt es ein Wissen, dessen absolute Zuverlässigkeit daraus folgt, dass die Möglichkeit eines Irrtums logisch ausgeschlossen werden kann. Nur dann kann überhaupt von Wissen gesprochen werden. Die Gegenposition Philons lautet, dass man die logische Möglichkeit eines Irrtums zugeben kann, ohne damit zwangsläufig in jedem Einzelfall den Anspruch auf Wissen aufgeben zu müssen.
Gegen die Behauptung der Skeptiker, dass nichts mit Sicherheit erkannt werden könne, erhebt Antiochos den Einwand, ein solcher prinzipieller Zweifel könne sich nicht – wie Arkesilaos und Karneades behauptet hatten – auch auf sich selbst beziehen. Vielmehr seien die Skeptiker gezwungen, inkonsequenterweise für ihren eigenen Grundsatz einen Wahrheitsanspruch zu erheben. Außerdem liege ein Widerspruch darin, dass die Skeptiker einerseits das tatsächliche Vorhandensein von objektiv wahren bzw. falschen Vorstellungen annehmen und andererseits bestreiten, dass eine Unterscheidung von Wahrem und Falschem möglich ist. Ferner wiederholt Antiochos den bekannten Vorwurf von Gegnern der Skepsis, die skeptische Haltung sei nicht in der Lebenspraxis umsetzbar, da sie dem skeptischen Philosophen kein Kriterium belasse, nach dem er vernünftige Entscheidungen treffen könnte, und ihn damit zur Untätigkeit verdamme. Ein weiteres Argument beruft sich auf den empirischen Erfolg, der erzielt werden könne, wenn man auf der Basis einer korrekten, erkenntnisvermittelnden Vorstellung handle; dieser Erfolg setze einen Zusammenhang zwischen der Vorstellung und der Wirklichkeit voraus, der bei einer trügerischen Vorstellung nicht gegeben sei.
Antiochos unterscheidet zwischen dem sinnlich Wahrnehmbaren, das ständiger Veränderung unterworfen sei, und dem Unwandelbaren, welches der einzige legitime Gegenstand von Wahrheitsbehauptungen sei. Nach seiner Lehre können die Sinnesdaten, da sie nur Veränderliches betreffen, von sich aus keinen Zugang zur Wahrheit verschaffen, sondern nur Meinungen erzeugen; die Wahrheitserkenntnis ist eine Leistung des Verstandes im Umgang mit den Begriffen, denen die Eigenschaft des Bleibenden und Beharrenden zukommt. Diese Unterscheidung erinnert an Platons Trennung zwischen der Welt der Erscheinungen und der Welt der Ideen. Sie ist aber nicht in diesem Sinne gemeint, denn Antiochos weist dem Unwandelbaren keine ontologisch eigenständige Existenz zu. Für ihn existiert das stets Gleichbleibende nicht in einer separaten intelligiblen Welt, sondern nur in Gestalt der Allgemeinbegriffe und der aus ihnen gezogenen Folgerungen, insoweit diese im Verstand vorhanden sind. Das Allgemeingültige wird vom Verstand ausschließlich aus den Sinneseindrücken abgeleitet – anders kann es nicht erschlossen werden – und hat nur durch seinen Zusammenhang mit ihnen eine Bedeutung. Der Verstand, der die von den Sinnesorganen vermittelten Eindrücke auswertet und ordnet, ist in Antiochos’ materialistischem Weltbild selbst auch ein Sinn.
Diese unplatonische Lehre des Antiochos wertet gegenüber dem Platonismus die Sinneswahrnehmungen stark auf. Platon hatte den Sinnen misstraut, da deren Objekte nur unzulängliche Abbilder von Urbildern (Ideen) seien, und eine eigenständige Ideenwelt angenommen, der man sich unmittelbar zuwenden könne und solle. Ein platonisches Element und ein Unterschied zur Stoa besteht jedoch bei Antiochos darin, dass er die Bezeichnung „wahr“ nur für Allgemeinbegriffe zulässt, während die Stoiker sie auch für einzelne Sinneswahrnehmungen verwenden.

### Ethik
Für Antiochos besteht das höchste Gut des Menschen und somit das Ziel (télos) des Lebens darin, „entsprechend der Natur zu leben“. Das Ideal des Naturgemäßen bezieht er auf die spezifisch menschliche Natur in ihrer Vollendung, wenn sie einen Zustand erreicht hat, in dem ihr nichts mangelt. Dass das Naturgemäße die Norm sei, wurde schon in der Älteren Akademie gelehrt. Dieses Konzept war – wie Antiochos historisch korrekt feststellt – den Platonikern und den Stoikern gemeinsam, denn die Stoa übernahm es von der Akademie. Allerdings erfuhr der Naturbegriff in der Stoa einen Bedeutungswandel; die Rolle des Leitbildes übernahm zunehmend die All-Natur, die allgemeine Natur des Kosmos, die damit an die Stelle einer spezifisch menschlichen Natur trat. Somit war die Menschennatur nur noch insofern von Bedeutung, als sie einen Ausdruck der Weltnatur darstellt. Für die Stoiker bestand der Wert der Menschennatur darin, dass die menschliche Vernunft als Erscheinungsform der göttlichen, den Kosmos von innen lenkenden Weltvernunft betrachtet wurde. Daher wurde in der stoischen Wertordnung nur den seelischen Gütern, den Tugenden, die ein vernunftgemäßes Leben ermöglichen, ein eigener Wert zugesprochen.
In diesem Punkt widerspricht Antiochos der Stoa. Für ihn kann die Natur, die dem Menschen Vorbild sein soll, nicht die Allnatur sein, sondern nur die menschliche Gattungsnatur in ihrer Besonderheit. Damit zielt er auf die Einbeziehung des menschlichen Körpers. Er wirft den Stoikern vor, sich mit der Missachtung der körperlichen Güter (wie Gesundheit, Kraft und Schönheit) in Wirklichkeit von der Natur entfernt zu haben. Da der Mensch aus Körper und Seele bestehe, könne man den Körper nicht einfach aufgeben. Vielmehr sei die Menschennatur in jeder Hinsicht zur Vollendung zu bringen, also auch auf der körperlichen Ebene. Daher dürfe man den körperlichen Gütern nicht jeden Eigenwert absprechen. Auch im Bereich des Körperlichen gebe es ein Naturgemäßes, das um seiner selbst willen erstrebenswert sei und sogar zur Erreichung des höchsten Ziels, des vollendet naturgemäßen Lebens, beitrage. An sich wertvoll und erstrebenswert seien überdies auch die äußeren Güter wie Freunde, Verwandte und das Vaterland, ja sogar Reichtum, Ehre und Macht. Allerdings seien die äußeren Güter im Unterschied zu den seelischen und körperlichen für ein vollendetes Leben gemäß der Menschennatur nicht unbedingt erforderlich. Es sei zwar richtig, dass den seelischen Gütern, nämlich den Tugenden, ein prinzipieller Vorrang gebühre, und dass ein tugendhafter Charakter allein zur Erlangung der Eudaimonie (Glückseligkeit) ausreiche. Dies hätten schon die frühen Akademiker und die Peripatetiker (mit Ausnahme von Theophrast) mit Recht gelehrt. Dadurch werde aber das ebenfalls legitime Streben nach den körperlichen und den äußeren Gütern nicht entwertet und überflüssig gemacht. Die (charakterliche) Tugend sei nicht das einzige Gute im Menschen; Antiochos spricht sogar von körperlichen „Tugenden“ im Sinne von erstrebenswerten Vollendungszuständen des Körpers. Damit meint er nicht nur, dass die einzelnen Organe gesund sind und ihre Aufgaben störungsfrei erfüllen, sondern er zählt zu den körperlichen Tugenden auch Eigenschaften wie natürliche Haltung und anmutigen Gang. Als Tugenden (lateinisch virtutes) bezeichnet er nicht nur positive Charaktermerkmale, sondern allgemein erwünschte, naturgemäße Eigenschaften.
Antiochos betont, dass die Entwicklung des Individuums, die zur Vollendung seiner Menschennatur führe, sich schrittweise vollziehe, wobei das Spätere auf dem Früheren aufbaue. Der Verlauf eines Menschenlebens führe vom anfänglichen instinktiven, „dunklen“ Streben nach Selbsterhaltung, das allen Lebewesen gemeinsam sei, zur Wahrnehmung und Nutzung der eigenen Fähigkeiten und Anlagen, einer bei Mensch und Tier, nicht aber bei Pflanzen vorgesehenen Entwicklungsstufe. Schließlich – im günstigsten Fall – münde der Fortschritt in die Selbsterkenntnis hinsichtlich des spezifisch Menschlichen, dessen Verwirklichung von der Menschennatur gefordert werde. Die Möglichkeit solcher Besinnung auf das Naturgemäße sei wie ein Samen von der Natur in den Menschen hineingelegt. Ihm obliege es dann, diese Anlage zu verwirklichen.
Die Entwicklungsstufen sind nach der Lehre des Antiochos hierarchisch geordnet. Das Voranschreiten ist nicht ein Ersetzen des Niederen durch das Höhere, sondern ein Hinzutreten des Höheren zum Niederen. In der Regel erstrebt der Mensch das Naturgemäße und daher Wertvolle. Wenn es dabei zu Irrtümern und ethischen Konflikten kommt, ist dies darauf zurückzuführen, dass die hierarchische Ordnung der Güter nicht beachtet wird, sondern ein niederer Wert einem höheren vorgezogen wird.
Bei den seelisch-geistigen Tugenden unterscheidet Antiochos zwischen solchen, die von der Natur als Begabungen verliehen sind und „von selbst entstehen“, wie rasche Auffassungsgabe und Gedächtnis, und „freiwilligen“, die der Vernunfttätigkeit zu verdanken sind. Die freiwilligen Tugenden – die Kardinaltugenden Klugheit, Mäßigung, Tapferkeit und Gerechtigkeit – eignet man sich an, nachdem man sich für sie entschieden hat. Ihr Erwerb steht jederzeit in der Macht des Individuums. Nur sie sind für die Erlangung der Glückseligkeit notwendig, und sie sind auch hinreichende Voraussetzung dafür. Daher ist ein glückliches Leben jederzeit durch eigene Entscheidung möglich; körperliche und äußere Hindernisse und Übel können es nicht verhindern. Antiochos teilt aber nicht die radikale Auffassung derer, die körperlichen und äußeren Gütern jeden Einfluss auf das Glück eines Weisen absprechen. Er meint zwar, die Kardinaltugenden seien für ein glückliches Leben ausreichend, doch sieht er in den körperlichen und äußeren Gütern zusätzliche verstärkende Faktoren, welche die Glückseligkeit noch steigern können. Dadurch werde ein vollendet glückliches Leben (lateinisch vita beatissima) ermöglicht, während die seelisch-geistigen Tugenden allein nur ein glückliches Leben (vita beata) gewährleisten könnten.
Auch hinsichtlich der Frage nach der besten Lebensform wendet sich Antiochos gegen Einseitigkeiten. Ideal sei weder das aktive, auf äußeren Erfolg ausgerichtete Leben von Nichtphilosophen (griechisch bíos praktikós, lateinisch vita activa) noch das beschauliche, zurückgezogene mancher Philosophen (bíos theōrētikós, vita contemplativa), sondern eine Verbindung beider Lebensformen.

## Rezeption

### Antike

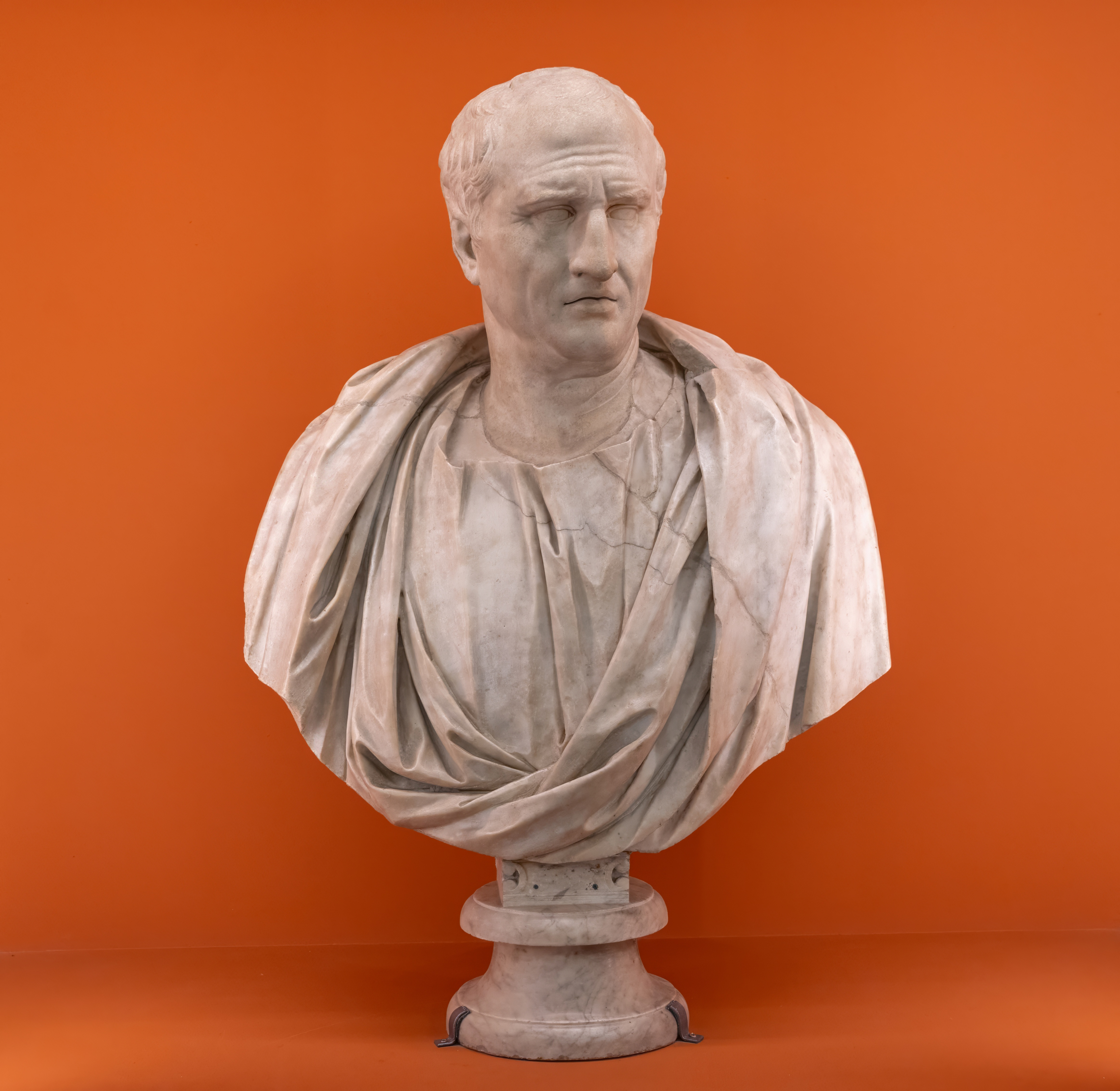
Cicero, Büste in den Musei Capitolini, Rom

Nach dem Tod des Antiochos übernahm sein Bruder und Schüler Aristos die Leitung der Schule. Anscheinend wich er kaum von der Lehre des Antiochos ab. Mit seinem Tod scheint Antiochos’ „Alte Akademie“ als Institution untergegangen zu sein; jedenfalls ist von weiteren Scholarchen nichts bekannt.
Die Nachwirkung der Philosophie des Antiochos in der Antike beruhte vor allem auf seinem erheblichen Einfluss auf seine beiden sehr prominenten römischen Schüler Cicero und Varro. Indirekt beeinflusste er auch den republikanisch gesinnten Politiker Marcus Iunius Brutus, der bei der Ermordung Caesars und im anschließenden Bürgerkrieg eine wichtige Rolle spielte. Brutus war ein Schüler und Freund des Aristos und ein Bewunderer des Antiochos, den er aber nicht persönlich kannte. Er verfasste mehrere philosophische Werke. In seiner heute verlorenen Abhandlung Über die Tugend schloss er sich eng an die Ethik des Antiochos an.
Cicero schließt sich zwar Antiochos’ Kritik am Skeptizismus nicht an, zeichnet aber ein sehr positives Bild von seiner Persönlichkeit. Er lobt seine außergewöhnliche Begabung und Bildung, seine Klugheit, seinen sanften, friedfertigen Charakter und die Überzeugungskraft seines Auftretens. Auf die rhetorischen Fähigkeiten des Philosophen bezog sich wohl sein Beiname „der Schwan“ (kýknos), den der spätantike Gelehrte Stephanos von Byzanz überliefert.
Gegner des Antiochos unterstellten ihm, sein Motiv für den Bruch mit der akademischen Skepsis und die Gründung einer eigenen Schule sei Ruhmsucht gewesen. Cicero und Plutarch erwähnen derartige Beschuldigungen.
Ungünstig fielen hingegen Urteile in der römischen Kaiserzeit aus. Plutarch gab seine Missbilligung nur indirekt zu erkennen. Dem Mittelplatoniker Numenios missfiel Antiochos’ Nähe zur Stoa; er tadelte die Einführung zahlreicher „fremder“ (mit dem Platonismus nicht kompatibler) Elemente. Der Skeptiker Sextus Empiricus, ein Vertreter der radikalen „pyrrhonischen“ Skepsis, hielt Antiochos für einen Stoiker, der die stoische Philosophie in die Akademie gebracht und dort gelehrt habe. Besonders scharf urteilte der Kirchenvater Augustinus, der auf die Gerüchte hinwies, nach denen Antiochos mehr von Ruhmsucht als von Wahrheitsliebe motiviert war. Er sei ein „strohener Platoniker“ gewesen, der nichts Wesentliches geleistet und den Platonismus mit stoischem Übel verunreinigt habe. Der materialistische Aspekt der Lehre des Antiochos konnte in christlichen Kreisen nur auf schärfsten Widerspruch stoßen.

### Moderne
In der Moderne betonen viele Gelehrte die unplatonischen Aspekte der Lehre des Antiochos. Eine von Willy Theiler vorgetragene Deutung, wonach er ein echter Platoniker war und als solcher den Mittel- und Neuplatonismus vorbereitete, hat sich nicht durchgesetzt.
Die Urteile in der modernen Forschung sind teilweise vernichtend ausgefallen, vor allem im 19. und frühen 20. Jahrhundert. Anstoß erregte der Eklektizismus, die Vermischung unterschiedlicher philosophischer Traditionen, die ohne Verständnis für die Besonderheiten der teils miteinander unvereinbaren Lehren erfolgt sei. In diesem Sinne äußerte sich beispielsweise Theodor Mommsen, der meinte, Antiochos habe stoische Vorstellungen mit platonisch-aristotelischen „zusammengeklittert“; daraus sei die „Modephilosophie der Conservativen seiner Zeit“ geworden, eine „mißgeschaffene Doctrin“. Ulrich von Wilamowitz-Moellendorff urteilte, Antiochos habe „eine Lehre zurechtgestutzt, die dem Bedürfnis und dem Gefühle der sogenannten Gebildeten entgegenkam, weil sie sich um alle scharfe Dialektik herumdrückte und alles Gute und Schöne beizubehalten schien.“ Diese Einschätzung teilte auch Eduard Zeller.
Auch in neuerer Zeit kommt scharfe Kritik vor; Michelangelo Giusta hält Antiochos für stark überschätzt. Seit dem späten 20. Jahrhundert überwiegen aber positivere Einschätzungen. Jonathan Barnes hält Antiochos’ Rückwendung zur Vergangenheit für verständlich, da sie in einer Zeit des Niedergangs der Philosophenschulen den Blick auf die Leistungen bedeutender Vorgänger gelenkt habe. Zu einer relativ günstigen Einschätzung gelangt auch Woldemar Görler. Nach seiner Ansicht ist Antiochos’ Philosophie „kein vager Kompromiss“, sondern „in sich geschlossen“. Nicht aus Unredlichkeit habe der Gründer der „Alten Akademie“ Platons Lehre im stoischen Sinne umgedeutet und die gravierenden Unterschiede zwischen den Schulen verwischt, sondern weil ihm metaphysisches Denken fremd war; sein Synkretismus sei Ausdruck einer Tendenz des damaligen Zeitgeistes. So sei er ungeachtet seiner Stellung als Leiter einer „platonischen“ Schule faktisch fast ein reiner Stoiker geworden. Auch John Dillon hält Antiochos’ Denken für kohärent. Nach der Einschätzung von Mauro Bonazzi war Antiochos keineswegs ein platonisch verbrämter Stoiker. Vielmehr hat er seine Strategie geschickt verfolgt: Er wollte nicht Platonismus und Stoa verschmelzen, sondern die stoischen Lehren dem Platonismus unterordnen und in ihn eingliedern.